# 547345 Kennethchambers
547345 Kennethchambers este o planetă minoră (asteroid) din centura de asteroizi. A fost descoperită pe 26 iulie 2015 la Haleakalā Observatory⁠(d) de . 
Obiectul prezintă o orbită caracterizată de o semiaxă mare de 2,8062771737013 UAi, o excentricitate de 0,10885612956695, o înclinație de 21,084647701586 ° în raport cu ecliptica.